# Gight

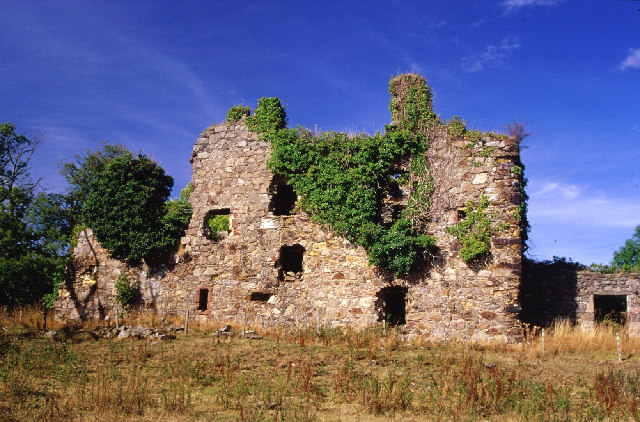
Gight Castle

Gight är en lantegendom i församlingen Fyvie i området Formartine i Aberdeenshire, Skottland, Storbritannien. Den är mest känd som platsen för det historiska slottet Gight Castle, där Lord Byrons mor Catherine Gordon of Gight hade sitt föräldrahem. Gight Woods är nu en skyddad naturlig skog.

## Galleri

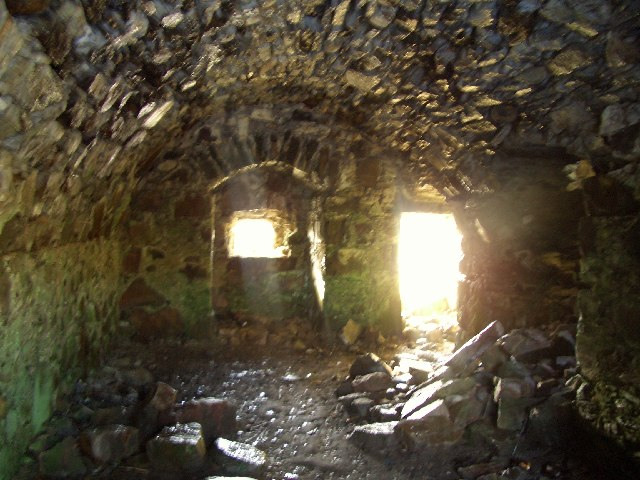
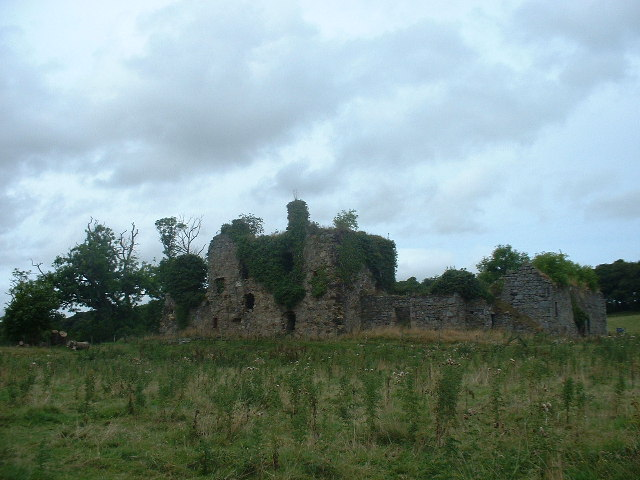
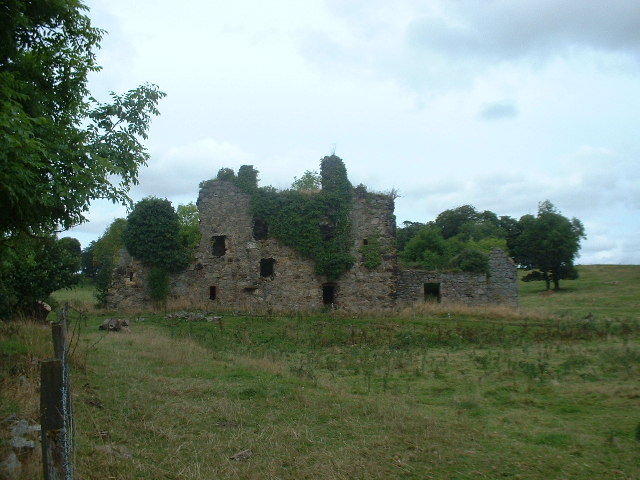
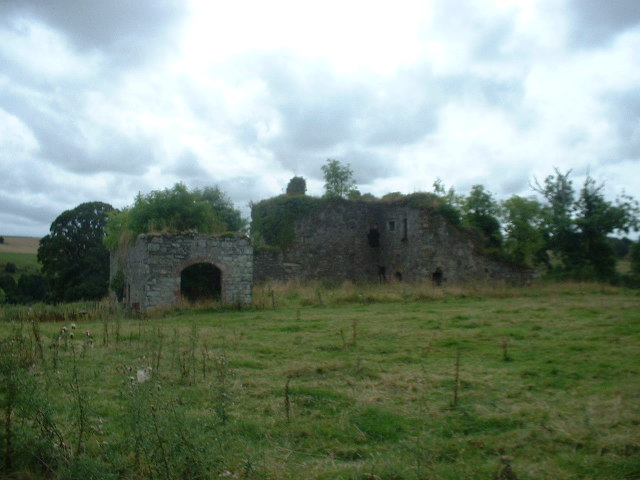
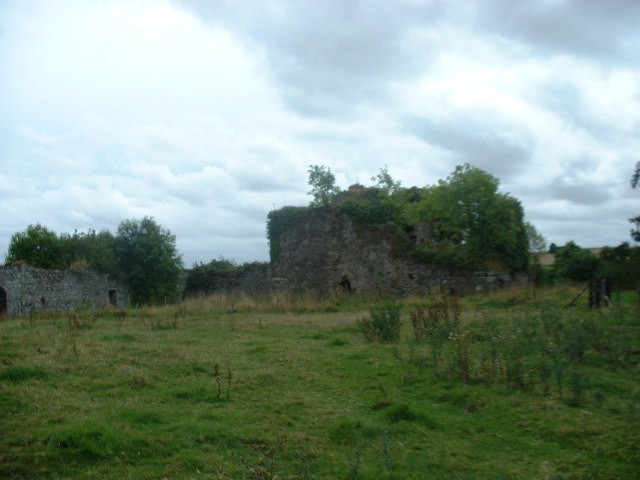